# 小野卓志
小野卓志（日语：／ Ono Takashi，1980年6月25日—），日本男子柔道运动员。他曾代表日本参加2006年和2010年亚洲运动会柔道比赛，获得一枚金牌和一枚铜牌。他也曾参加2008年夏季奥林匹克运动会。